# امام قلی شاهقلی
امام قلی شاهقلی (منصور الملک) فرزند میرزا علی اکبر تبریزی (سمین العلما) سرگرد ارتش در انتهای سلسلهٔ قاجار و دوران رضا شاه پهلوی بود.

## زندگی‌نامه
از جمله سمت‌های وی، ریاست املاک رضا شاه در غرب کشور بوده‌است. پدرش، میرزا علی اکبر تبریزی مترجم زبان روسی بود و از جمله کسانی بود که سنگ بنای دارالترجمه را در ایران در زمان ناصرالدین شاه گذاشت.
متن زیر از کتاب میرزا تقی‌خان امیرکبیر می‌باشد
… همراهان و ملازمان ولیعهد را علاوه بر امیرنظام در این سفر حاجی ملامحمود نظام العلماء (معلم ولیعهد)، عیسی خان (دایی ناصرالدین شاه)، طاهرخان قزوینی، میرزا محمد حکیم‌باشی و میرزا علی اکبر تبریزی(به عنوان مترجم) برعهده داشتند، اما آنکه …
امام قلی شاهقلی متولد سال ۱۲۳۰ه‍.ش در تبریز می‌باشد و در سال ۱۳۳۰ه‍.ش در تهران درگذشت و در قم به خاک سپرده شد.
او دو مرتبه ازدواج کرد. از ازدواج اولش دو پسر به نام‌های سرهنگ رضاخان شاهقلی و سرهنگ محمودخان شاهقلی و سه دختر به نام‌های فاطمه سلطان، مرحمت و لطیفه داشت.
ازدواج دوم او با دختر فاطمه‌سلطان باغبانباشی (همسر ناصرالدین‌شاه قاجار) به نام خدیجه حاجبی بود. از ازدواج دوم دو پسر به نام‌های دکتر منوچهر شاهقلی و مهندس علی اشرف شاهقلی داشت.
پس از انقلاب ۱۳۵۷ و با خروج فرزندش دکتر منوچهر شاهقلی از ایران، برخی از افراد با بهایی خواندن او و پسرش تلاش بسیار کردند تا اموال دکتر منوچهر شاهقلی را مصادره کنند. هرچند منوچهر شاهقلی بعداً به ایران بازگشت و به طبابت پرداخت، اما همچنان در سایت‌های دولتی و وابسته به دولت از «امام‌قلی شاهقلی» به عنوان مؤذن فرقهٔ بهاییت نام می برند.
متن زیر از سایت «موسسهٔ مطالعات و پژوهش‌های سیاسی» می‌باشد
... یکی از سهامداران اولین بیمارستان خصوصی در ایران ـ که نام پارس برآن نهاده شد و هنوز هم به همین نام فعالیت دارد ـ فردی به نام منوچهر شاهقلی بود. پدر او «سرهنگ امامقلی شاهقلی» از اعضای فرقه ضالة بهائیت بود که به عنوان مؤذن آنها شهرت داشت! ...